# Rafael (futebolista)
Rafael Pereira da Silva, mais conhecido apenas como Rafael (Petrópolis, 9 de julho de 1990), é um ex-futebolista brasileiro que atuava como lateral-direito.

## Carreira

### Início
Começou sua carreira como amador em Boa Esperança, jogando como atacante. Ele e seu gêmeo idêntico, Fábio, foram vistos por um representante do Fluminense quando estavam jogando futebol de cinco em seu bairro, e foram convidados a se juntar ao clube aos 11 anos de idade.

### Fluminense
Ao chegar ao Fluminense, Rafael foi convertido para jogar como lateral pelo treinador da equipe de base. O clube então participou da Nike Premier Cup 2005 em Hong Kong, onde Rafael foi visto por um olheiro chamado Les Kershaw do Manchester United, que observou que os gêmeos pareciam "dois whippets pequenos". Kershaw então telefonou para o treinador do Manchester United, Alex Ferguson, e recomendou que o clube contratasse os gêmeos. O Manchester United entrou em contato com o Fluminense e pediu permissão para os gêmeos viajarem para Manchester para treinar com eles em 2005. Pouco tempo depois, um olheiro que afirmava representar o Arsenal visitou os gêmeos e pediu-lhes para vir para a Inglaterra para treinar com o Arsenal sem a permissão do Fluminense, no entanto, eles foram dissuadidos por sua mãe, que lembrou que eles haviam jogado pelo Fluminense desde que tinham 11 anos, e que eles devem mostrar alguma lealdade ao clube. Por isso, eles decidiram assinar com Manchester United ao invés do Arsenal, e os dois clubes chegaram a um acordo em fevereiro de 2007; os gêmeos se transferiram para o Manchester em janeiro de 2008, sem nunca terem jogado pelo time principal do Fluminense.

### Manchester United
Os gêmeos decidiram assinar com o Manchester United, e um acordo foi acertado entre os dois clubes em fevereiro de 2007. Os gêmeos se mudaram para Manchester em janeiro de 2008, mas não puderam jogar até que completassem 18 anos em julho de 2008. Rafael fez sua primeira partida para o clube em uma vitória por 2 a 0 sobre o Peterborough United em um amistoso em 4 de agosto. Rafael foi para a equipe principal do clube na temporada 2008–09 e recebeu a camisa de número 21. Rafael estreou pelos Diabos Vermelhos no dia 17 de agosto, substituindo o atacante Fraizer Campbell num empate em casa por 1 a 1 contra o Newcastle válido pela Premier League.

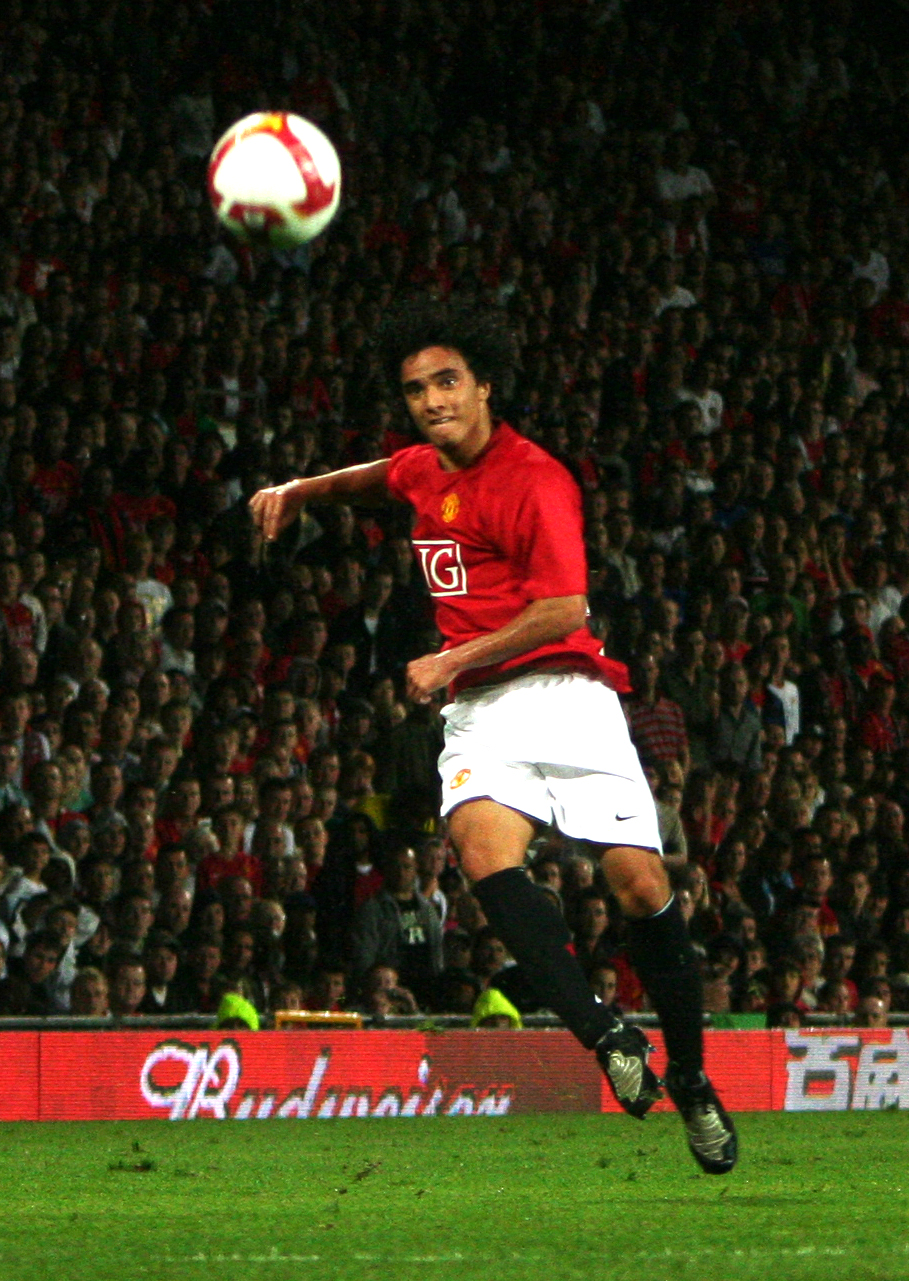
Rafael em 2008

No dia 8 de novembro de 2008, Rafael fez o seu primeiro gol como profissional na equipe do Manchester United. O jogador substituiu  Neville nos acréscimos do jogo contra o Arsenal, no Emirates Stadium, e chutou de perna esquerda no canto direito do goleiro Manuel Almunia. Na ocasião, o Manchester foi derrotado por 2 a 1, em jogo válido pela 12ª rodada da Premier League.
A primeira partida de Rafael na Copa da Liga Inglesa pelo Manchester United foi em 23 de setembro, na vitória em casa por 3 a 1 sobre o Middlesbrough, na terceira rodada da Copa. Sua primeira partida em competições europeias foi no dia 30 de setembro, na vitória de 3 a 0 contra o Aalborg BK, válida pela Liga dos Campeões da UEFA. Sua primeira partida como titular foi no dia 18 de outubro, pela Premier League, na goleada em casa por 4 a 0 sobre o West Bromwich.
Em 21 de dezembro de 2008, Rafael jogou a final da Copa do Mundo de Clubes da FIFA de 2008, sagrando-se campeão do torneio pelo Manchester United. A final foi contra a LDU, e os Diabos Vermelhos venceram por 1 a 0, com gol de Wayne Rooney.

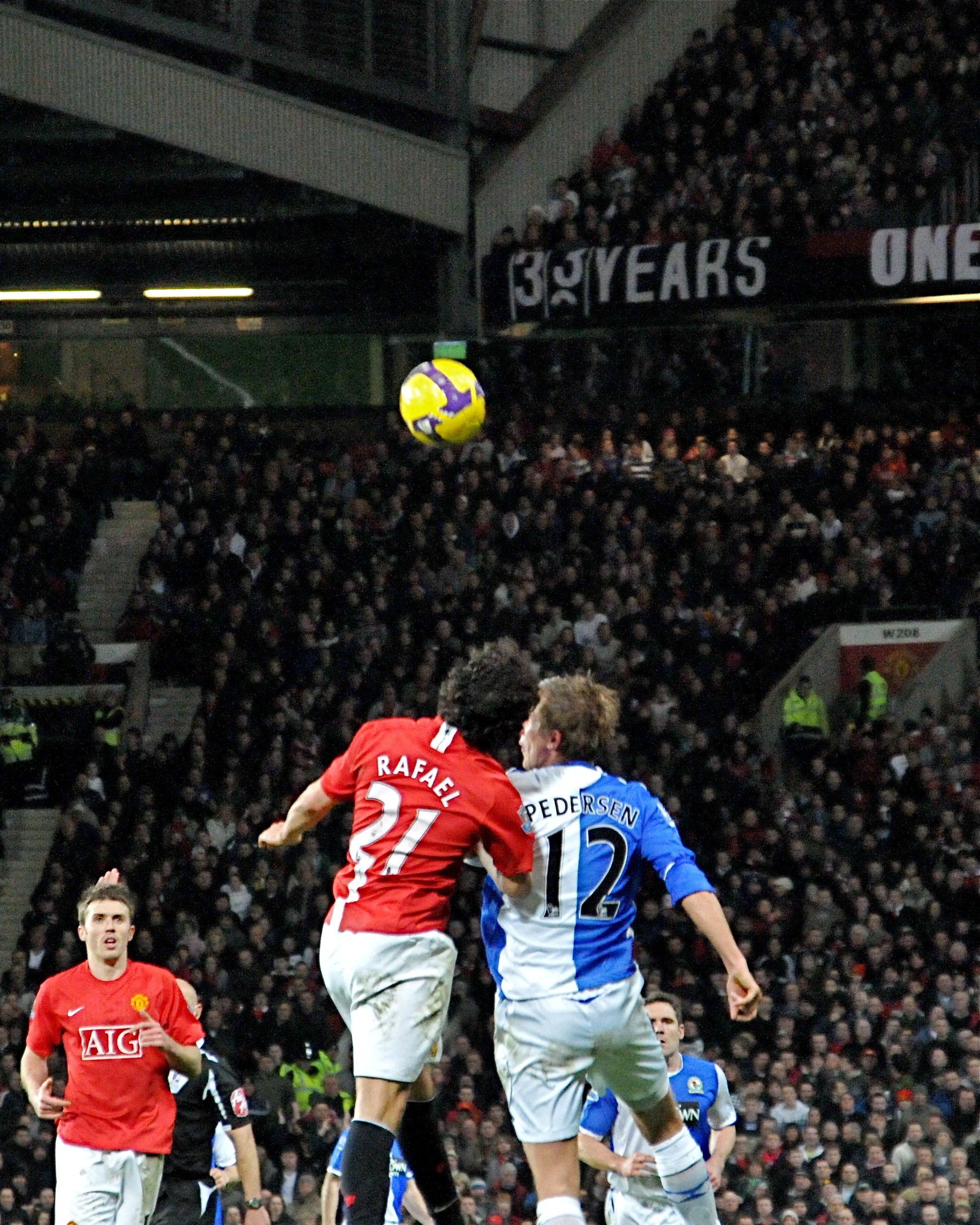
Rafael em 2009 pelo Manchester United

Em 19 de abril de 2009, na semifinal da Copa da Inglaterra contra o Everton, Rafael e seu irmão gêmeo Fábio estiveram juntos na escalação inicial do Manchester United pela primeira vez. No entanto, a equipe perdeu por 4 a 2 na decisão por pênaltis. No final da primeira temporada de Rafael como profissional, ele e seu companheiro de equipe Jonny Evans, foram indicados para o prêmio Jogador Jovem do Ano da PFA. No entanto, ambos não estiveram entre os finalistas e o vencedor foi Ashley Young, do Aston Villa. Em reconhecimento ao seu nome desempenho na sua primeira temporada no futebol inglês, Rafael recebeu uma proposta de renovação de seu contrato no Manchester United por dois anos, ficando no clube até 2013.
Em 27 de outubro de 2009, Fábio, irmão gêmeo de Rafael, entrou no lugar do irmão após ele ter cometido uma falta, mas o juiz deu cartão para Fábio pensando que fosse Rafael, na vitória do United por 2 a 0 sobre o Barnsley na Copa da Liga. O Manchester United recorreu e a FA concordou que era um caso de erro de arbitragem, transferindo a cartão para Rafael. No dia 30 de dezembro de 2009, Rafael fez seu segundo gol com a camisa do Manchester United, marcando o terceiro gol na vitória por 5 a 0 sobre o Wigan, em jogo válido pela Premier League. Em 7 de abril de 2010, Rafael foi expulso pela primeira vez em sua carreira pelo United, recebendo dois cartões amarelos um em cada tempo regulamentar contra o Bayern de Munique na segunda partida das quartas de final da Liga dos Campeões. Apesar do United ter vencido o jogo, eles foram eliminados da competição devido a regra do gol fora de casa e no agregado a partida havia terminado em 4 a 4. Apesar deste cartão vermelho, Alex Ferguson elogiou Rafael por sua atuação.

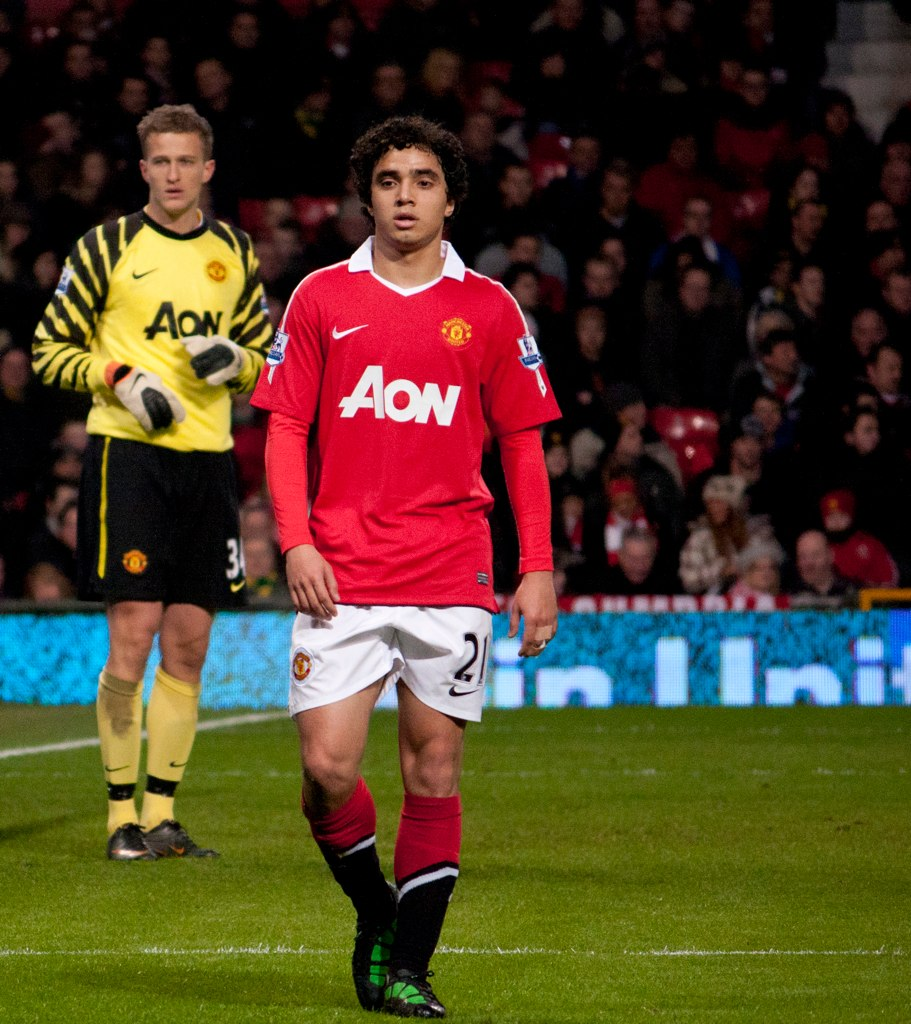
Rafael em 2011

Rafael completou 100 jogos pelo Manchester United no dia 23 de outubro de 2012, contra o Braga, em partida válida pela Liga dos Campeões da UEFA.[carece de fontes?] O United venceu por 3 a 1, de virada, com gol do atacante Robin van Persie.
Já no dia Rafael 10 de fevereiro de 2013, Rafael deu uma assistência para Van Persie marcar contra o Everton e decretar a vitória por 2 a 0. E marcou uma semana depois ajudando sua equipe a vencer fora de casa o Queens Park Rangers em 23 de fevereiro de 2013, por 2 a 0 com gol do veterano Ryan Giggs aos 35 minutos. Conquistou o seu terceiro título inglês com o United no dia 22 de abril, na vitória por 3 a 0 contra o Aston Villa, com um hat-trick de Van Persie.
Após oito temporadas Rafael deixou os Red Devils onde ganhou três títulos da Premier League, um Mundial de Clubes e a Copa da Liga com 170 jogos e cinco gols.

### Lyon

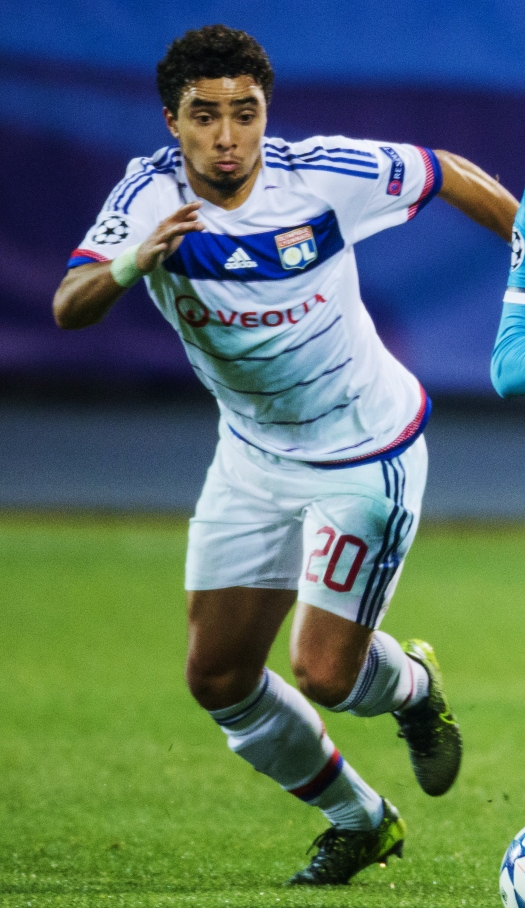
Rafael, pelo Lyon, em 2015

Foi anunciado pelo Lyon no dia 3 de agosto de 2015, assinando por quatro temporadas.
Na França, foram cinco épocas com 139 jogos, 2 gols e 11 assistências. Em grande parte como titular assim encerrou sua passagem pelo Lyon.

### İstanbul Başakşehir
Em 8 de setembro de 2020, o İstanbul Başakşehir, da Turquia, anunciou a contratação de Rafael em uma transferência sem custos. O lateral assinou por duas temporadas, com a opção de renovação por mais uma.
Rafael rescindiu seu contrato com o clube de Istambul em 16 de agosto de 2021, por mútuo acordo. Assim encerrou sua passagem com apenas uma temporada (28 partidas, 1 assistência em todas as competições).

### Botafogo
Foi anunciado oficialmente pelo Botafogo no dia 8 de setembro de 2021. Ele e seu irmão gêmeo Fábio eram torcedores do clube quando crianças.
Em julho de 2023, Rafael sofreu grave lesão no joelho esquerdo no clássico contra o Vasco, no Estádio Nilton Santos, pelo Campeonato Brasileiro. Rafael passou por cirurgia no dia seguinte ao clássico.
Em outubro de 2023, ainda fora de combate, o lateral-direito encaminhou a renovação com o Botafogo até o fim de 2024.
Rafael só voltou a atuar pelo Botafogo em março de 2024, após mais de oito meses fora por lesão.
| “                                     | Foi difícil. Quero agradecer à minha família toda, a Deus, ao psicólogo do clube, ao meu terapeuta. Tenho que engrandecê-los. Agradeço aos médicos, fisioterapeutas e a todos os funcionários. Foi um momento muito difícil, superei. Espero ter o máximo de minutos para ajudar o Botafogo, para conquistar um título e chegar o mais longe possível | ” |
| — Rafael em entrevista ao BandSports. | |   |

Em abril de 2024, após uma série de lesões pelo Botafogo, Rafael anunciou a aposentadoria para o fim do ano.
Na primeira quinzena de abril, o lateral-direito teve constada uma fratura na patela do joelho esquerdo e o atleta iniciou o tratamento. O Botafogo informou que o prazo para retorno era de oito semanas. 

## Seleção Nacional

### Base
Atuou pela Seleção Brasileira Sub-15 e esteve presente na conquista do Campeonato Sul-Americano de 2005. Com a Seleção Brasileira Sub-17, conquistou o Campeonato Sul-Americano de 2007 e disputou a Copa do Mundo FIFA Sub-17 de 2007. Já pela Seleção Brasileira Sub-23, disputou os Jogos Olímpicos de Verão de 2012.

### Principal
Pela Seleção Brasileira principal, recebeu sua primeira convocação no dia 26 de julho de 2010, sendo chamado pelo treinador Mano Menezes para um amistoso contra os Estados Unidos em Nova Jérsey.
Em 18 de maio de 2012 foi novamente convocado, agora para ocupar a vaga deixada por Daniel Alves, que havia sofrido uma lesão na clavícula. Também foi convocado para as Olimpíadas 2012. No primeiro jogo contra o Egito, marcou um dos gols na vitória por 3 a 2.

## Vida pessoal
Rafael é casado com a brasileira Carla. A primeira filha do casal, chamada Eduarda, nasceu no dia 4 de janeiro de 2012.

## Estatísticas

### Partidas nos Jogos Olímpicos
Sub-23
|    | Data                 | Local                                        | Resultado | Adversário    | Gols | Competição                         |
| -- | -------------------- | -------------------------------------------- | --------- | ------------- | ---- | ---------------------------------- |
| 1. | 20 de julho de 2012  | Riverside Stadium, Middlesbrough, Inglaterra | 2–0       | Grã-Bretanha  | 0    | Amistoso                           |
| 2. | 26 de julho de 2012  | Millennium Stadium, Cardiff, País de Gales   | 3–2       | Egito         | 1    | Jogos Olímpicos de Londres de 2012 |
| 3. | 29 de julho de 2012  | Old Trafford, Manchester, Inglaterra         | 3–1       | Bielorrússia  | 0    | Jogos Olímpicos de Londres de 2012 |
| 4. | 1 de agosto de 2012  | St. James' Park, Newcastle, Inglaterra       | 3–0       | Nova Zelândia | 0    | Jogos Olímpicos de Londres de 2012 |
| 5. | 4 de agosto de 2012  | St. James' Park, Newcastle, Inglaterra       | 3–2       | Honduras      | 0    | Jogos Olímpicos de Londres de 2012 |
| 6. | 7 de agosto de 2012  | Old Trafford, Manchester, Inglaterra         | 3–0       | Coreia do Sul | 0    | Jogos Olímpicos de Londres de 2012 |
| 7. | 11 de agosto de 2012 | Estádio de Wembley, Londres, Inglaterra      | 1–2       | México        | 0    | Jogos Olímpicos de Londres de 2012 |

## Títulos
Manchester United
- Premier League: 2008–09, 2010–11 e 2012–13
- Supercopa da Inglaterra: 2008, 2011 e 2013
- Copa do Mundo de Clubes da FIFA: 2008
- Copa da Liga Inglesa: 2008-09 e 2009-10

Lyon
- Copa Emirates: 2019

Botafogo
- Campeonato Brasileiro - Série B: 2021
- Taça Rio: 2023 e 2024
- Copa Libertadores da América: 2024
- Campeonato Brasileiro: 2024

Brasil Sub-17
- Campeonato Sul-Americano Sub-17: 2007